# آرزو می‌کنم یه کریسمس شاد داشته باشی
«آرزو می‌کنم یه کریسمس شاد داشته باشی» (انگلیسی: Have Yourself a Merry Little Christmas) ترانه‌ای نوشته شده در سال ۱۹۴۳ توسط هیو مارتین و رالف بلین است و توسط جودی گارلند در موزیکال سال ۱۹۴۴ مرا در سنت لوئیس ملاقات کن معرفی شد. فرانک سیناترا بعداً نسخه‌ای از این ترانه را با لیریک اصلاح شده ضبط کرد. در سال ۲۰۰۷، انجمن آهنگسازان، پدیدآوران و ناشران آمریکا (ای‌اس‌سی‌ای‌پی) این ترانه را به عنوان سومین ترانهٔ کریسمسی در طول پنج سال گذشته که توسط اعضای ای‌اس‌سی‌ای‌پی نوشته شده است، رتبه‌بندی کرد. این ترانه در سال ۲۰۰۴، در جایگاه شماره ۷۶ در رتبه‌بندی ۱۰۰ سال… ۱۰۰ ترانه به انتخاب بفا قرار گرفت.